# Euclysia gaujoni
Euclysia gaujoni là một loài bướm đêm trong họ Geometridae.